# Готти, Джон
Джон Джозеф Готти Младший (англ. John Joseph Gotti, Jr; 27 октября 1940, Нью-Йорк, США — 10 июня 2002, Спрингфилд, Миссури) — босс семьи Гамбино в 1986—1992 годах, получил прозвище «Тефлоновый дон», так как длительное время ему удавалось избегать наказания (обвинения «не прилипали» к нему). Взошёл на «трон» после убийства 16 декабря 1985 года предыдущего босса семьи — Пола Кастеллано, которое сам же и заказал.

## Биография
Готти родился в 1940 году в бедной итальянской семье, вырос на улицах Южного Бронкса, затем переехал в Квинс. Был одним из тринадцати детей в семье и одним из пяти братьев, которые позже стали членами семьи Гамбино. В 16 лет Готти бросил учёбу в школе и вступил в банду Fulton-Rockaway Boys, которая тесно сотрудничала с мафией. Там он познакомился с Анджело Руджейро и Уилфредом «Вилли Бой» Джонсоном. В этот период Готти связался с командой Кармине «Чарли Вагон» Фатико, капо семьи Гамбино в Бруклине. В начале 1970-х годов команда Фатико переехала в район Озон-Парк (Куинс).
Ещё в подростковом возрасте Готти выполнял поручения Фатико, позже занимался угонами грузовиков в аэропорту Айдлуайлд вместе со своим братом Джином и другом Руджейро. 6 марта 1962 года Джон Готти женился на итало-американке Виктории Ди Джорджио. У пары в будущем родилось пятеро детей: Виктория, Джон-младший, Фрэнк, Анджела и Питер. В 1969 году Готти был осуждён за вооружённое ограбление грузовика, отбывал заключение в тюрьме «Льюисбург» в Филадельфии, освободился в 1973 году, а уже в 1975 году был осуждён за убийство, но отсидел всего два года.
В конце 1977 года Готти стал членом семьи Гамбино и был включён в «команду» Кармине Фатико. После ареста Фатико за ростовщичество Готти, считавшийся протеже заместителя босса Аньелло Деллакроче, был повышен до действующего капо. В декабре 1978 Готти участвовал в организации крупнейшего ограбления Lufthansa Airlines в аэропорту имени Кеннеди.
16 декабря 1985 года Джон Готти и Сальваторе «Сэмми Бык» Гравано организовали убийство босса семьи Гамбино Пола Кастеллано и его заместителя Томми Билотти, которых киллеры расстреляли у ресторана «Спаркс» на Манхэттене. Спустя пару недель Готти стал боссом семьи Гамбино. В 1986 году на жизнь Готти было совершено покушение, затем он трижды оправдывался судом.
В 1992 году благодаря показаниям своего заместителя Сальваторе Гравано, согласившегося сотрудничать с властями, Готти осудили на пожизненное заключение за убийство и рэкет. В 1990—2002 годах Джон Готти пребывал в заключении, 10 июня 2002 года скончался в тюрьме от рака горла.

## В искусстве

### Кинематограф
- 1994 — «Поймать Готти» / «Getting Gotti», исп. Энтони Джон Дэнисон;
- 1996 — «Готти» / «Gotti», исп. Арманд Ассанте;
- 1998 — «Свидетель против мафии» / «Witness to the Mob», исп. Том Сайзмор;
- 2001 — «Босс всех боссов» / «Boss of Bosses», исп. Сонни Маринелли;
- 2001 — «Большое ограбление» / «The Big Heist», исп. Стивен Рандаззо;
- 2010 — «Клуб „Синатра“» / «Sinatra Club», исп. Дэнни Нуччи;
- 2018 — «Кодекс Готти» / «Gotti», исп. Джон Траволта.

### Музыка
- Композиция «King of New York» американской группы «Fun Lovin' Criminals» посвящена Джону Готти (альбом «Come Find Yourself», 1996 г.).
- Композиция «Джон Готти» российской группы «Bad Balance» (альбом «Легенды гангстеров», 2007 г.).
- Композиция «Hijack» американского хип-хоп исполнителя «Tyga» (фрагментарная отсылка к Готти — «Young Gotti»).
- Композиция «John Gotti» американского хип-хоп исполнителя «Kevin Gates» (альбом «Luca Brasi 2»).
- Альбом «Teflon Don» американского рэпера Рика Росса.
- Композиция «John Gotti» немецкого рэпера Kollegah.
- Композиция «Everybody get up» британской группы Five («… Together represent like John Gotti»).
- Композиция «Stakes Is High[англ.]» американского хип-хоп трио «De La Soul» из одноименного альбома 1996 года («… Seem like every man and woman shared a life with John Gotti»).
- Композиция «Amore», которую исполнил дуэт Pitbull & Leona Lewis. Является саундтреком к фильму «Кодекс Готти»
- Композиция «N 2 Gether Now» американской группы «Limp Bizkit»  («And that alone will keep John Gotti on the phone»).
- Композиция «Road to the Riches[англ.]» американского репера «Kool G Rap»  («Be like John Gotti and drives a Maserati»).